# Gaphor
Gaphor ist ein freies UML-Werkzeug. Es ist in der Sprache Python geschrieben und somit plattformunabhängig.
Gaphor basiert auf dem UML 2.0 Datenmodell. Unterstützt werden Klassendiagramm, Aktivitätsdiagramm, Use-Case-Diagramm, Interaktionsdiagramm, Komponentendiagramm und die meisten Modellelemente in UML. Die Graphische Darstellung basiert auf Gaphas mit GTK+, das ebenfalls eine freie Software ist (LGPL). Gaphor verwendet mehrere Layer und erlaubt somit weitere Möglichkeiten der grafischen Darstellung. Es erlaubt die Wiederverwendung von Informationen zwischen den Diagrammen. Wenn zum Beispiel ein Attribut ergänzt wird, dann wird die Ergänzung bei den Attributen auch in betreffenden anderen Diagrammen ergänzt.